# Eudonia legnota
Eudonia legnota là một loài bướm đêm trong họ Crambidae.